# Пижемская узкоколейная железная дорога
Пижемская узкоколейная железная дорога — лесовозная узкоколейная железнодорожная линия протяжённостью около 12 километров на 2017 год, шириной колеи — 750 мм в Тоншаевском районе Нижегородской области, начальным пунктом узкоколейной железной дороги является посёлок Пижма.

## История
Первый участок Пижемской узкоколейной железной дороги был построен в 1947 году (по другим данным — в 1926 году). В 1948 году был основан лесной посёлок Унжа на 12-м км дороги. В 1950 году протяжённость магистрали дороги составила 32 км, в лесах у села Ошминского появились посёлки Майский, Южный и Арба. В 50-х годах  Пижемская узкоколейная железная дорога эксплуатировалась параллельно двумя организациями Пижемским ЛПХ и Ошминским ЛСК Мосэнерго. Леспромхоз заготавливал лес до 18 км, в его подчинении находились посёлки Пижма и Унжа, Мосэнерго владело южной частью лесозаготовок, посёлками Южный, Майский и Арба. В 1957 году лесозаготовки Мосэнерго были переданы лесопромхозу, узкоколейные дороги вместе с локомотивными парками были объединены. В ходе объединения был упразднён посёлок Южный, в 60-х годах перестал существовать Майский. Жители этих посёлков были переселены в Унжу и Арбу.
На Пижемской узкоколейке эксплуатировался обширный локомотивный парк мотовозы и паровозы. С 1967 года паровозы были заменены тепловозами ТУ4, а также мотовозы МД54-4, которые работали на ветках и временных путях «усах», тепловозы ТУ4 вели составы на магистральных путях. В 80-х годах на смену МД54-4 поступило три тепловоза ТУ6А. В 80-х годах был выселен лесной посёлок Унжа, основной район лесозаготовок переместился за Арбу, протяжённость магистрали дороги составила 40 км, ряд усов заходил на территорию Кировской области.
В начале 90-х годов темпы заготовки леса начали снижаться, протяжённость магистральной линии узкоколейки составляла не менее 40 километров, лесной посёлок Арба находился на 31 километре магистральной линии. Существовало пассажирское сообщение с поселком Арба, пассажирский поезд вел приписанный к поселку тепловоз ТУ6А.
Летом 2002 года леспромхоз отказался от лесозаготовок в Арбинском лесоучастке и забрал тепловоз из Абры. Последовала разборка путей. Но местные жители добились сохранения пути от переезда через автодорогу в село Ошминское до Арбы.

### Современное состояние
По состоянию на 2006 год дорога работает, но работает только в летнее время. "Дрезинный" участок от переезда до Арбы, по состоянию на 2010 год, существовал. По состоянию на июнь 2013 года узкоколейная железная дорога не действует, имеется только слабое «пионерочное» движение по заросшим путям на расстояние не более 12 км в сторону Унжи. По состоянию на 2017 год узкоколейная железная дорога восстанавливается в сторону Унжи. По состоянию на 2022 год дорога не действует.

## Подвижной состав

### Локомотивы
- ТУ4 — № 1110 — списан в 2005 году
- ТУ6А — № 0755, 3068
- ТУ8 — № 0076 — списан в 2012 году

### Вагоны
- Вагон цистерна
- Вагон теплушка
- Вагоны — сцепы
- Вагоны платформы

### Путевые машины
- Снегоочиститель ПС1

### Частные средства передвижения
- Самодельные «Пионерки»